# Stanley Elkin
Stanley Lawrence Elkin (Brooklyn, 11 maggio 1930 – Saint Louis, 31 maggio 1995) è stato uno scrittore statunitense, autore di romanzi, racconti e saggi.

## Biografia
Nasce a Brooklyn da Philip Elkin e Zelda Feldman, d'origine ebraica. Suo padre è un commesso viaggiatore di bigiotteria e in seguito egli ammetterà di aver imparato l'arte dell'affabulazione dai discorsi che il padre faceva ai suoi clienti. Nel 1933 la famiglia si trasferisce a Chicago, dapprima nel popolare South Side, poi nell'esclusivo quartiere di Forest Hill. Nel 1952 si laurea in letteratura all'Università dell'Illinois. L'anno seguente sposa Joan Marion Jacobson, conosciuta all'università. Viene chiamato alle armi e presta servizio per tre anni; non si trova però a suo agio nell'ambiente militare.
Nel 1960 è assunto alla Washington University come assistente. Nel 1961 ottiene il dottorato con una tesi sul simbolismo religioso di William Faulkner. Quest'ultimo avrà una grande influenza sullo scrittore, che lo indicherà sempre come uno dei suoi modelli letterari insieme a Saul Bellow e Henry James.
Insediatosi nell'ambiente universitario, Elkin inizia a farsi una reputazione anche come scrittore; alcuni suoi racconti compaiono su riviste ad ampia diffusione, e nel 1962 gli viene assegnato il Longview Award. Cerca di portare a termine il suo primo romanzo Boswell ma gli impegni lavorativi lo intralciano, così la madre gli elargisce una somma di 6000 dollari, corrispondente a circa un anno di stipendio, che gli permette di trasferirsi in Europa. Nel 1964, Boswell viene pubblicato ed Elkin riceve il premio di "The Paris Review" per la letteratura umoristica.
Nel 1968 è colpito dal primo di una serie di infarti; nel 1969 arriva la nomina a professore ordinario presso la Washington University. Tre anni dopo, a Londra, gli viene diagnosticata la sclerosi multipla. Il 1976 è l'anno in cui vede le stampe The Franchiser, che segna un punto di svolta nell'opera elkiniana. Nello stesso anno, il film La zingara di Alex (Alex & the Gypsy), per la regia di John Korty, è tratto dal suo racconto The Bailbondsman.
Costretto a rielaborare la propria vita in funzione di una malattia degenerativa e debilitante, Elkin reagisce però con grinta. Nel 1982, grazie a George Mills, considerato da lui stesso la sua opera migliore, tanto da fargli temere di non essere in grado di scrivere altri romanzi, vince il National Book Critics Circle Award, premio ricevuto poi anche in occasione della pubblicazione di Mrs. Ted Bliss (1995).
Nel 1985 escono Magic Kingdom, da molti ritenuto il suo capolavoro, e Early Elkin, che raccoglie testi pubblicati nei primi anni della sua carriera. In seguito ad altri problemi cardiaci, lo scrittore deve sottoporsi ad un'operazione di bypass. Alla fine degli anni Ottanta la sua notorietà cala, come la sua autonomia fisica (è ormai costretto su una sedia a rotelle), ma non diminuiscono la sua influenza letteraria e la combattività. Muore il 31 maggio 1995.

## Stile
Per il modo di intrecciare umorismo nero e slanci lirici su temi anticonvenzionali, per il linguaggio elaborato che alcuni critici hanno paragonato alla musica jazz, Elkin è una figura singolare nella letteratura americana contemporanea. Malgrado sia considerato uno degli scrittori più significativi della sua epoca, l'opera di Elkin è relativamente sconosciuta al grande pubblico; egli stesso ha detto: "credo di conoscere tutti i miei lettori personalmente".
Lo scrittore Paul Auster ha affermato: "L'immaginazione di Elkin dovrebbe essere dichiarata tesoro nazionale".

## Opere
- Boswell: A Modern Comedy, 1964
- The Guest, 1965, trad. L'ospite, in The Paris Review. Il libro, Fandango, Roma 2010 ISBN 978-88-6044-135-5
- Cries and Kibitzers, Kibitzers and Cries, 1966 (racconti)
- The Blessington Method, 1966
- A Bad Man, 1967
- The Dick Gibson Show, 1971
- Stories from Sixties, 1971 (curatela)
- The Making of Ashenden, 1972, trad. di Igor Legati, Il sangue degli Ashenden, Einaudi, Torino 1991 (contiene anche il racconto Il condominio) ISBN 88-06-12303-3
- The Condominium, 1973, trad. di Federica Aceto, Il condominio, Minimun fax[1], Roma 2012 ISBN 978-88-7521-434-0
- Searches and Seizures, 1973 (raccolta)
- Alex and the Gypsy, 1973
- The Franchiser, 1976
- The Living End, 1979
- Stanley Elkin's Greatest Hits, 1980 (antologia, postfazione di Robert Coover)
- The Best American Short Stories 1980 (1980, con Shannon Ravenel)
- George Mills, 1982
- Why I Live Where I Live, 1983 (saggio)
- The Magic Kingdom, 1985, trad. Federica Aceto, Magic Kingdom, Minimum fax[2], Roma 2005 ISBN 88-87765-89-8
- Early Elkin, 1985 (racconti)
- The Rabbi of Lud, 1987
- The Six-Year Old Man, 1988 (sceneggiatura)
- The MacGuffin, 1991
- Pieces of Soap 1992 (saggi)
- Van Gogh's Room at Arles, 1993 (raccolta), trad. di Igor Legati, La stanza di Van Gogh ad Arles, Einaudi, Torino 1994 ISBN 88-06-13552-X
- Mrs. Ted Bliss, 1995